# 베스 그랜트
베스 그랜트(Beth Grant, 1949년 9월 18일 ~ )는 미국의 배우이다.

## 출연 작품

### 영화
- 레인 맨 (1988)
- 전자 오락의 마법사 (1989)
- 유혹의 선 (1990)
- 록시 (1990)
- 사탄의 인형 2 (1990)
- 화이트 샌드 (1992)
- 러브 필드 (1992)
- 다크 하프 (1993)
- 스피드 (1994)
- 굿바이 뉴욕 굿모닝 내 사랑 2 - 황금을 찾아라 (1994)
- 세이프 (1995)
- 투 웡 푸 (1995)
- 타임 투 킬 (1996)
- 천 에이커 (1997)
- 론 독스 (1997)
- 닥터 두리틀 (1998)
- 도니 다코 (2001)
- 진주만 (2001)
- 록 스타 (2001)
- 루키 (2002)
- 매치스틱 맨 (2003)
- 미스 리틀 선샤인 (2006)
- 사우스랜드 테일 (2006)
- 아버지의 깃발 (2006)
- 팩토리 걸 (2006)
- 노인을 위한 나라는 없다 (2007)
- 윙드 크리처스 (2008)
- 엑스트랙트 (2009)
- 올 어바웃 스티브 (2009) - 호로비츠 부인 역
- 스틸 (2009)
- 크레이지 하트 (2009)
- 랭고 (2011)
- 아티스트 (2011)
- 위험한 유혹 (2013)
- 재키 (2016)
- 비밀이 아닌 이야기 (2020)
- 윌리스 원더랜드 (2021)
- 암스테르담 (2022)

### 텔레비전
- 그레이스 앤 프랭키 (2022)